# Giro del Lussemburgo 1981
Il Giro del Lussemburgo 1981, quarantacinquesima edizione della corsa, si svolse dal 10 al 14 giugno su un percorso di 725 km ripartiti in 4 tappe più un cronoprologo, con partenza a Lussemburgo e arrivo a Diekirch. Fu vinto dal sovietico Yuri Barinov davanti ai suoi connazionali Igor Bokov e Rikho Suun.

## Tappe
| Tappa  | Data      | Percorso                                      | km  | Vincitore di tappa   | Leader cl. generale |
| ------ | --------- | --------------------------------------------- | --- | -------------------- | ------------------- |
| Prol.  | 10 giugno | Lussemburgo > Lussemburgo (cron. individuale) | 1,8 | Rikho Suun           | Rikho Suun          |
| 1ª     | 11 giugno | Lussemburgo > Grevenmacher                    | 178 | Sean Kelly           | Benny Van Brabant   |
| 2ª     | 12 giugno | Grevenmacher > Esch-sur-Alzette               | 195 | Eddy Planckaert      | Pascal Poisson      |
| 3ª     | 13 giugno | Esch-sur-Alzette > Echternach                 | 175 | Šachid Zagretdinov   | Sean Kelly          |
| 4ª     | 14 giugno | Vianden > Diekirch                            | 175 | Sergej Suchoručenkov | Yuri Barinov        |
| Totale | Totale    | Totale                                        | 725 |                      |                     |

## Dettagli delle tappe

### Prologo
- 10 giugno: Lussemburgo > Lussemburgo (cron. individuale) – 1,8 km

| Pos. | Corridore      | Squadra          | Tempo |
| ---- | -------------- | ---------------- | ----- |
| 1    | Rikho Suun     |                  | 2'11" |
| 2    | Yvon Bertin    | Renault-Elf      | s.t.  |
| 3    | Jos Lammertink | HB Alarmsystemen | a 1"  |

| Pos. | Corridore      | Squadra          | Tempo |
| ---- | -------------- | ---------------- | ----- |
| 1    | Rikho Suun     |                  | 2'11" |
| 2    | Yvon Bertin    | Renault-Elf      | s.t.  |
| 3    | Jos Lammertink | HB Alarmsystemen | a 1"  |

### 1ª tappa
- 11 giugno: Lussemburgo > Grevenmacher – 178 km

| Pos. | Corridore        | Squadra    | Tempo    |
| ---- | ---------------- | ---------- | -------- |
| 1    | Sean Kelly       | Splendor   | 4h29'24" |
| 2    | William Tackaert | DAF Trucks | s.t.     |
| 3    | Igor Bokov       |            | s.t.     |

| Pos. | Corridore         | Squadra  | Tempo    |
| ---- | ----------------- | -------- | -------- |
| 1    | Benny Van Brabant | Eurobouw | 4h31'35" |
| 2    | Sean Kelly        | Splendor | a 3"     |
| 3    | Igor Bokov        |          | a 4"     |

### 2ª tappa
- 12 giugno: Grevenmacher > Esch-sur-Alzette – 195 km

| Pos. | Corridore       | Squadra     | Tempo    |
| ---- | --------------- | ----------- | -------- |
| 1    | Eddy Planckaert | Splendor    | 4h57'08" |
| 2    | Rikho Suun      |             | s.t.     |
| 3    | Pascal Poisson  | Renault-Elf | s.t.     |

| Pos. | Corridore         | Squadra     | Tempo    |
| ---- | ----------------- | ----------- | -------- |
| 1    | Pascal Poisson    | Renault-Elf | 9h28'50" |
| 2    | Benny Van Brabant | Eurobouw    | a 2"     |
| 3    | Sean Kelly        | Splendor    | a 4"     |

### 3ª tappa
- 13 giugno: Esch-sur-Alzette > Echternach – 175 km

| Pos. | Corridore          | Squadra    | Tempo    |
| ---- | ------------------ | ---------- | -------- |
| 1    | Šachid Zagretdinov |            | 4h39'14" |
| 2    | Sean Kelly         | Splendor   | s.t.     |
| 3    | William Tackaert   | DAF Trucks | s.t.     |

| Pos. | Corridore  | Squadra  | Tempo     |
| ---- | ---------- | -------- | --------- |
| 1    | Sean Kelly | Splendor | 13h08'08" |

### 4ª tappa
- 14 giugno: Vianden > Diekirch – 175 km

| Pos. | Corridore            | Squadra | Tempo    |
| ---- | -------------------- | ------- | -------- |
| 1    | Sergej Suchoručenkov |         | 4h55'17" |
| 2    | Yuri Barinov         |         | s.t.     |
| 3    | Rikho Suun           |         | a 1'17"  |

| Pos. | Corridore    | Squadra | Tempo     |
| ---- | ------------ | ------- | --------- |
| 1    | Yuri Barinov |         | 19h04'42" |
| 2    | Igor Bokov   |         | a 26"     |
| 3    | Rikho Suun   |         | a 1'14"   |

## Classifiche finali

### Classifica generale
| Pos. | Corridore            | Squadra     | Tempo     |
| ---- | -------------------- | ----------- | --------- |
| 1    | Yuri Barinov         |             | 19h04'42" |
| 2    | Igor Bokov           |             | a 26"     |
| 3    | Rikho Suun           |             | a 1'14"   |
| 4    | Sergej Suchoručenkov |             | a 7'13"   |
| 5    | Šachid Zagretdinov   |             | a 8'25"   |
| 6    | Lucien Didier        | Renault-Elf | a 9'47"   |
| 7    | Benny Van Brabant    | Eurobouw    | a 13'53"  |
| 8    | Siegfried Hekimi     |             | s.t.      |
| 9    | Jiří Škoda           |             | a 18'18"  |
| 10   | Sven-Åke Nilsson     | Splendor    | a 19'10"  |